# Un americano qualunque
Un americano qualunque (Joe Smith, American) è un film statunitense del 1942 diretto da Richard Thorpe.